# Rubén Bustos
Rubén Dario Bustos Torres (Villa del Rosario, 28 agosto 1981) è un ex calciatore colombiano, di ruolo difensore.